# Nuša Kolar
Nuša Kolar, slovenska pedagoginja, * 27. september 1926, Ljubljana, † 6. junij 2017

## Življenjepis
Nuša Kolar je leta 1949 diplomirala na ljubljanski filozofski fakulteti iz pedagogike in filozofije s psihologijo in prav tam 1977 tudi doktorirala.

## Delo
Poučevala je na Srednji vzgojiteljski šoli v Ljubljani ter bila nato od leta 1965 do 1982 raziskovalka predšolske pedagogike na Pedagoškem inštitutu pri ljubljanski univerzi.